# Canton de Dornes
Le canton de Dornes est une ancienne division administrative française située dans le département de la Nièvre et la région Bourgogne.

## Géographie
Ce canton était organisé autour de Dornes et était l'un des 13 cantons de l'arrondissement de Nevers. Son altitude varie de 190 m (Cossaye) à 267 m (Neuville-lès-Decize) pour une altitude moyenne de 222 m.

## Représentation

### Conseillers généraux de 1833 à 2015
| Période | Période          | Identité                                                                      | Étiquette          | Qualité |
| ------- | ---------------- | ----------------------------------------------------------------------------- | ------------------ | --- |
| 1833    | 1852             | Paul Anacharsis Doumet (1801-1880)                                            |                    | Propriétaire, agriculteur à Tresnay                                                                                        |
| 1852    | 1864             | Comte Georges Richard de Soultrait (1822-1888)                                |                    | Archéologue et historien Maire de Toury-Lurcy (1848-1862)                                                                  |
| 1864    | 1871             | Edwin Lemaire de Marne (1807-1889)                                            |                    | Ancien officier des lanciers Juge de paix, maire de Tresnay                                                                |
| 1871    | 1875 (démission) | Théodore Robin (décédé en 1876)                                               |                    | Notaire, propriétaire, maire de Saint-Pierre-le-Moûtier                                                                    |
| 1875    | 1883             | Auguste Matisse                                                               | Républicain        | Ancien Président du Tribunal de commerce de Nevers Propriétaire, maire de Cossaye (1876-1882), conseiller d'arrondissement |
| 1883    | 1889             | Alexandre Rocoffort                                                           | Droite monarchiste | Ecrivain Propriétaire du château de Retz à Toury-Lurcy                                                                     |
| 1889    | 1895             | Baron Roger Richard de Soultrait (1859-1940) (fils de G.Richard de Soultrait) | Droite             | Ancien receveur des Finances, propriétaire à Dornes, Président de la Chambre d'agriculture                                 |
| 1895    | 1901             | Étienne Tardy                                                                 | Rad.               | Maire de Saint-Parize-en-Viry                                                                                              |
| 1901    | 1930 (décès)     | Eugène Brouillet                                                              | Rad.               | Médecin de l'Assistance publique Maire de Dornes, Président du Conseil général (1919-?)                                    |
| 1930    | 1940             | Pierre Joux (1876-1955)                                                       | Rad.               | Cultivateur, conseiller d'arrondissement, conseiller municipal de Cossaye                                                  |
|         |                  |                                                                               |                    | |
| 1945    | 1948             | Jean Palazy                                                                   | DVD                | Médecin - Maire de Dornes                                                                                                  |
| 1949    | 1958 (décès)     | Jean-Marie Château                                                            | DVD                | Maire de Lucenay-les-Aix                                                                                                   |
| 1958    | 1970             | Henri Boucomont (1904-1997)                                                   | DVD                | Maire de Toury-sur-Jour (1945-1992)                                                                                        |
| 1970    | 1994             | Hubert Gontard                                                                | DVD                | Agriculteur Maire de Dornes (1964-1995)                                                                                    |
| 1994    | 2015             | Guy Hourcabie                                                                 | PS                 | Retraité des Haras nationaux Maire de Toury-Lurcy Elu en 2015 dans le Canton de Saint-Pierre-le-Moûtier                    |

### Conseillers d'arrondissement (de 1833 à 1940)
| Période                                  | Période          | Identité                       | Étiquette   | Qualité |
| ---------------------------------------- | ---------------- | ------------------------------ | ----------- | --- |
| 1833                                     | 1836             | Guillaume Dubois               |             | Propriétaire à Lucenay-lès-Aix                                                                              |
| 1836                                     | 1842             | Jean Baptiste Ruez (1786-1863) |             | Juge de paix à Saint-Pierre-le-Moutier, propriétaire à Dornes                                               |
| 1842                                     | 1847 (décès)     | Claude Jeandet (1795-1847)     |             | Propriétaire aux Girauds, marchand de bois, maire de Neuville-lès-Decize                                    |
|                                          |                  |                                |             | |
| 1873                                     | 1876 (démission) | Auguste Matisse                | Républicain | Ancien Président du Tribunal de commerce de Nevers, propriétaire à Cossaye                                  |
| 1877                                     | 1898             | Arthur François Denozier       | Républicain | Médecin, maire de Lucenay-lès-Aix                                                                           |
| 1898                                     | 1905 (décès)     | Louis Chazelle                 | Radical     | Conseiller municipal de Lucenay-lès-Aix                                                                     |
| 1905                                     | 1930             | Pierre Joux                    | Radical     | Conseiller municipal de Cossaye                                                                             |
| 14 décembre 1930                         | 1940             | Louis Chaumier                 | Radical     | Agriculteur, adjoint au maire de Dornes                                                                     |
| 1940                                     |                  |                                |             | Les conseils d'arrondissement ont été suspendus par la loi du 12 octobre 1940 et n'ont jamais été réactivés |
| Les données manquantes sont à compléter. |                  |                                |             | |

## Composition
Le canton de Dornes groupait 9 communes et comptait 4 300 habitants (population municipale de 2006).
| Communes             | Population (2012) | Code postal | Code Insee |
| -------------------- | ----------------- | ----------- | ---------- |
| Cossaye              | 756               | 58300       | 58087      |
| Dornes               | 1 300             | 58390       | 58104      |
| Lamenay-sur-Loire    | 61                | 58300       | 58137      |
| Lucenay-lès-Aix      | 1 050             | 58380       | 58146      |
| Neuville-lès-Decize  | 272               | 58300       | 58192      |
| Saint-Parize-en-Viry | 156               | 58300       | 58259      |
| Toury-Lurcy          | 410               | 58300       | 58293      |
| Toury-sur-Jour       | 127               | 58240       | 58294      |
| Tresnay              | 168               | 58240       | 58296      |

## Démographie
| 1962  | 1968  | 1975  | 1982  | 1990  | 1999  | 2006  | 2009 |
| ----- | ----- | ----- | ----- | ----- | ----- | ----- | ---- |
| 5 334 | 5 625 | 5 137 | 4 792 | 4 611 | 4 234 | 4 300 | -    |

Histogramme de l'évolution démographique depuis 1962 :